# Molve
Molve är en ort i Kroatien.   Den ligger i länet Koprivnica-Križevcis län, i den nordöstra delen av landet, 90 km öster om huvudstaden Zagreb. Molve ligger 127 meter över havet och antalet invånare är 1 544.
Terrängen runt Molve är platt. Runt Molve är det ganska glesbefolkat, med 32 invånare per kvadratkilometer. Närmaste större samhälle är Koprivnica, 16,8 km väster om Molve. Trakten runt Molve består till största delen av jordbruksmark.